# Budec brebiri zsupán
Budec (vagy Budić, Budislav) a 11. században élt horvát nemes, brebiri zsupán.
A nevezetes Šubić nemzetség első ismert tagja. 1066 és 1070 között IV. Krešimir horvát király udvarmestere volt. A Šubić nemzetség a középkori Horvátország egyik legbefolyásosabb nemzetsége volt; egyike annak a hat horvát nemzetségnek, amelyekből a horvát bánokat és királyokat választották. Ősi székhelyük Dalmáciában, a Zárától (ma Zadar) nem messze épült Brebir volt; első birtokaik ennek közelében feküdtek. A brebiri zsupán tisztsége Budec utódai közt öröklődött. A 12. század végén a Šubićok támogatták III. Béla király harcát a Velencei Köztársaság ellen, és ezért örökös földbirtokként megkapták Brebir megyét. Ezután a családfő már nem a zsupán (iupanus), hanem gróf (latinul: comes, horvátul: knez) címet viselte.